# You Know You're Right
〈You Know You're Right〉은 미국의 그런지 밴드 너바나의 노래다. 2002년도 컴필레이션 음반 《Nirvana》에 실려 나왔다. 커트 코베인의 죽음 이전에 너바나가 녹음한 마지막 곡 중 하나로 알려져 있다.
노래는 1994년 1월 마지막 주에 북부 시에틀에 있는 로버트 랭 스튜디오에서 녹음했다. 커트는 나중에 제목을 〈You Know You're Right〉이라고 붙였지만, 그 곡이 라이브로 연주되었던 1993년 10월 23일 시카고에서의 단 한 번의 공연에서는 〈On the Mountain〉이란 제목으로 불렀다. 음악적으로는 〈Heart-Shaped Box〉에서와 같은 부드럽고 강한 다이내믹을 가지고 있으며, 커트의 비명으로 이루어진 시끄러운 코러스가 조용한 가사를 뒤따르는 형식으로 되어 있다. 노보셀릭은 "우리는 다함께 굉장히 빠른 속도로 그 곡을 만들었다. 커트는 기본 리프를 가지고 있었고, 우리는 그것을 '너바나화'했다."고 말했다.
코트니 러브는 〈You Know You're Right〉을 박스 세트에 담으면 "낭비"가 될 것이며 비틀즈의 《1》와 비슷한 형식의 싱글 디스크 콜렉션으로 출시해야 마땅하다고 주장했다. 그는 곡을 "비범한 예술성과 상업적 가치를 지닌 잠재적 '히트'"라고 부르면서 소송을 냈고, 그녀의 매니저는 노래가 출시되면 1,500만 장이 팔릴 것이라고 단언했다. 노보셀릭은 러브의 말에 동의했다. "전 언제나 그의 말을 귀담아 들었습니다.. 우리는 고민했고, 결국 동의하면서, '그래, 좋은 아이디어야, 코트니'라고 했어요." 2002년 9월, 러브와 너바나의 생존 멤버가 그해 말에 출시될 《Nirvana》에 〈You Know You're Right〉를 수록할 것인지를 두고 서로 법적 다툼을 벌였다.

## 차트 성적
| 차트 (2002)                                | 최고 순위 |
| ------------------------------------------ | --------- |
| 브라질 핫 100 (ABPD)                       | 62        |
| 핀란드 에어플레인 (수오멘 비랄리넨 리스타) | 45        |
| 폴란드 (LP3)                               | 13        |
| 미국 빌보드 핫 100                         | 45        |
| 미국 메인스트림 록 (빌보드)                | 1         |
| 미국 얼터너티브 송 (빌보드)                | 1         |
| 미국 라디오 송 (빌보드)                    | 43        |